# Hemielimaea vietnamensis
Hemielimaea vietnamensis är en insektsart som beskrevs av Andrej Vasiljevitj Gorochov 2004. Hemielimaea vietnamensis ingår i släktet Hemielimaea och familjen vårtbitare. Inga underarter finns listade i Catalogue of Life.